# Cabeça de ponte

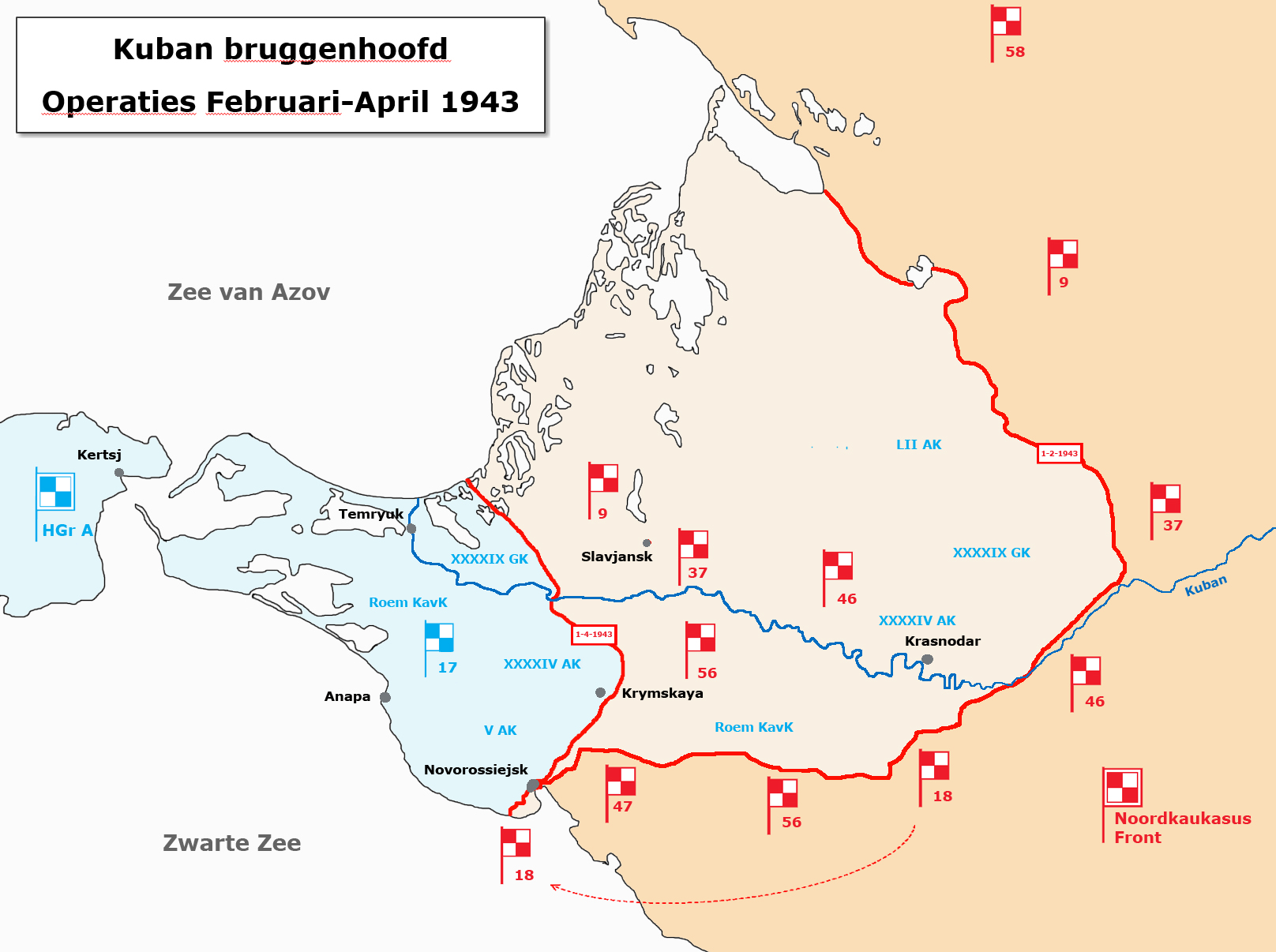
Cabeça de ponte alemã sobre o estreito de Kerch durante a Batalha do Cáucaso em 1943

Cabeça de ponte ou testa de ponte, na terminologia militar, é uma posição do outro lado de um rio ou mar, em território inimigo, ocupada provisoriamente para permitir um avanço ou desembarque adicional. Na guerra anfíbia, há o termo “cabeça de praia”, e no assalto aéreo ou paraquedista, a “cabeça de ponte aérea”. A cabeça de ponte pode seriamente comprometer a defesa do beligerante do outro lado do rio, e reconstituir a frente é prioridade. Se o invasor não manter a iniciativa e prosseguir após o desembarque, a luta para consolidar ou destruir a cabeça de ponte pode ser intensa. Na arquitetura militar, a cabeça de ponte é uma fortificação para proteger a passagem de um ou dois lados de um rio.